# Ogrsko grabljišče
Ogrsko grabljišče (znanstveno ime Knautia drymeia) je zelnata trajnica iz družine kovačnikovk (Caprifoliaceae), ki raste v srednji in jugovzhodni Evropi.

## Taksonomija
To vrsto je prvi formalno opisal avstrijski botanik Johann Heuffel v svojem delu Flora 39 leta 1856.
Znanih je nekaj podvrst ogrskega grabljišča:
- Knautia drymeia subsp. centrifrons (Borbás) Ehrend.
- Knautia drymeia subsp. drymeia
- Knautia drymeia subsp. intermedia (Pernh. & Wettst.) Ehrend.
- Knautia drymeia subsp. nympharum (Boiss. & Heldr.) Ehrend.
- Knautia drymeia subsp. tergestina (Beck) Ehrend.

## Opis
To pokončno rastoče grabljišče lahko doseže od 40 do 60 centimetrov višine in je zlahka prepoznavno po svoji listni rozeti, iz katere izrašča več cvetočih poganjkov. Steblo je dlakavo in olistano po celi dolžini. Nasprotno nameščeni listi so enostavni in celi, v večini primerov pecljati, pokriti s trihomi in suličasti do jajčasti. Prilistov ni.
Ogrsko grabljišče velja za zelo morfološko raznoliko vrsto. Podvrste je med seboj moč ločevati s pomočjo vegetativnih delov rastline, predvsem značilnosti njenih listov. Podvrsta drymeia ima stebelne liste, ki so jajčasti do jajčastosuličasti, medtem ko pritlične liste pokrivajo belkaste ščetine. Po drugi strani so listi pritlične rozete pri podvrsti intermedia pokriti z rumenimi ščetinicami, medtem ko so stebelni listi bodisi podolgasti bodisi suličasti. Podvrsta tergestina ima ščetine bele do sive (kot pri ssp. drymei), njeni stebelni listi pa so široko jajčasti in globoko nazobčani.
Večje število cvetov se združuje v koške (obliko socvetja), ki so obdani s suličastimi ovojkovimi listi. Vsak someren (zigomorfen) cvet sestavljajo štirje cvetni listi, pri čemer so venčni listi škrlatni, škrlatnordeči ali vijoličasti, v redkih primerih tudi beli. Ogrsko grabljišče ima čašne liste, ki so reducirani v kratke in nazobčane ščetine; teh je navadno 8. Za vrsto je značilna tako imenovana podrasla (pod ostalimi cvetnimi elementi ležeča) plodnica.
Ogrsko grabljišče, ki je entomofilna (žužkocvetna) rastlina, cveti med junijem in septembrom. Dlakast plod je rožka, ki doseže od 4 do 5 mm dolžine. Laiki ogrsko grabljišče pogosto zamešajo z njivskim (Knautia arvensis) in gozdnim (Knautia dipsacifolia) grabljiščem.
Vrsta ima 2n = 40 kromosomov, pri čemer so rastline poliploidi (bodisi diploidi bodisi tetraploidi).

## Razširjenost in habitat
Ogrsko grabljišče je evropska vrsta, ki preferira južni temperatni in submeridionalni rastlinski pas. V območje razširjenosti spadajo države srednje in jugovzhodne Evrope. Ta relativno pogosta vrsta grabljišča raste v raznih senčnih gozdovih z gosto podrastjo, na gozdnih robovih in travnikih. Le redko je ogrsko grabljišče del antropogene vegetacije. Vrsto uvrščamo med hemikriptofite.